# 秋田市役所
秋田市役所（あきたしやくしょ）は、日本の地方公共団体である秋田市の執行機関としての事務を行う施設（役所）である。

## 概要
2016年（平成28年）に4代目となる市役所本庁舎が竣工し、5月より新庁舎（正式名称は、秋田市庁舎）での業務を開始した。
市役所の主要施設は山王地区にある八橋官公庁団地の一角（3号地）に位置し、山王大通りを挟んで秋田県庁と向かい合う。この八橋団地は1958年（昭和33年）に都市計画決定を受けてから、国・県・市の官公庁施設が一体となって整備された官庁街区であり、1964年（昭和39年）に旧本庁舎および議場棟が竣工して以来、周辺地区に山王別館（1965年（昭和40年）竣工）、分館（1977年（昭和52年）竣工）、消防庁舎（1985年（昭和60年）竣工）等の庁舎が追加整備されてきた。しかし旧本庁舎が建設から約半世紀を経て老朽化が進んだことから新庁舎が計画され（後述）、旧本庁舎の東隣にあったNHK秋田放送局跡地に現在の市庁舎を建設して周辺の庁舎に分散していた業務を集約した。
市庁舎稼働後、分館については2016年度（平成28年）に改修工事がな完了し、分館に隣接する山王別館については2017年度（平成29年）に解体された。寺内蛭根所在の環境部旧庁舎については秋田プライウッドに売却された。

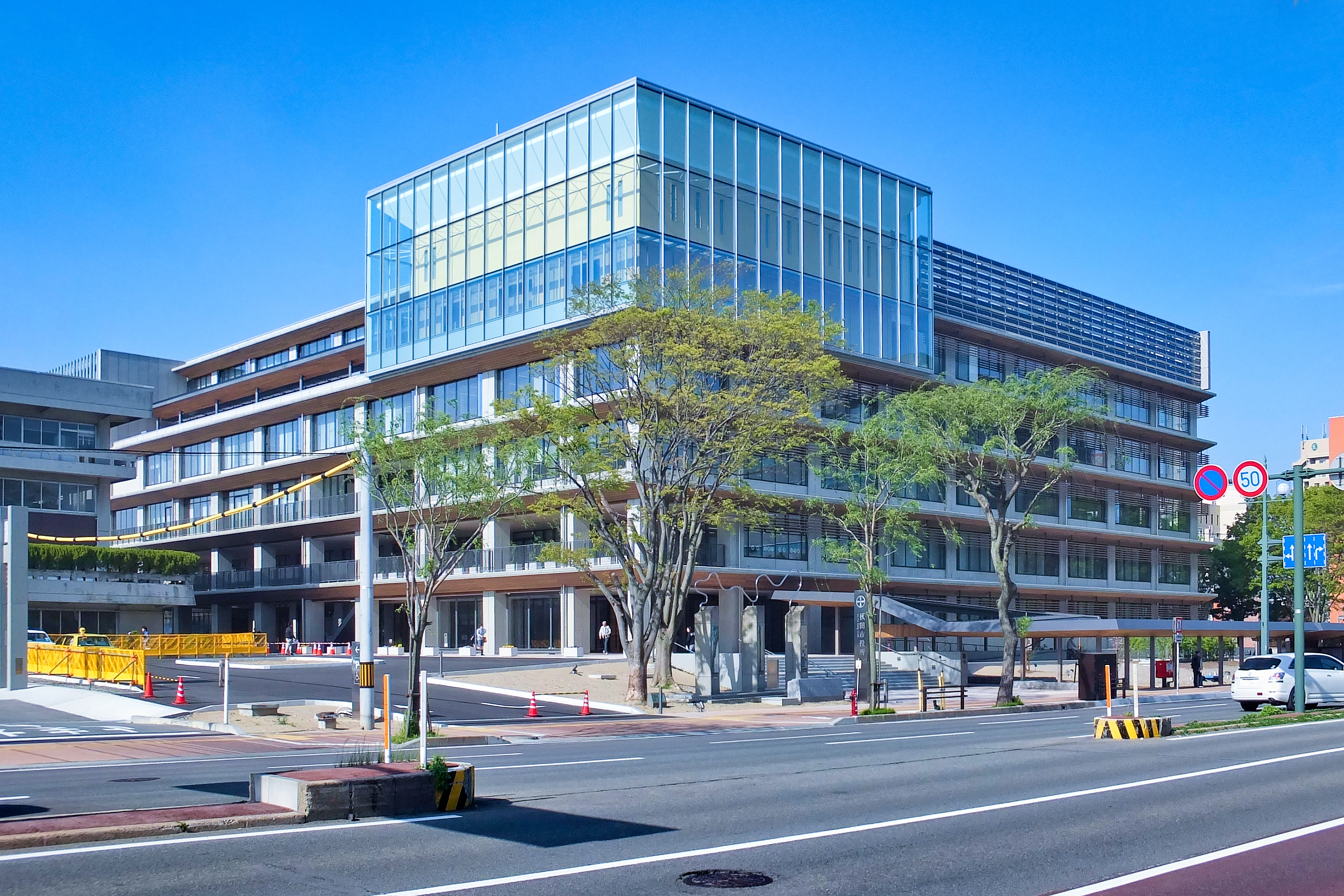
竣工直後の様子（2016年5月）
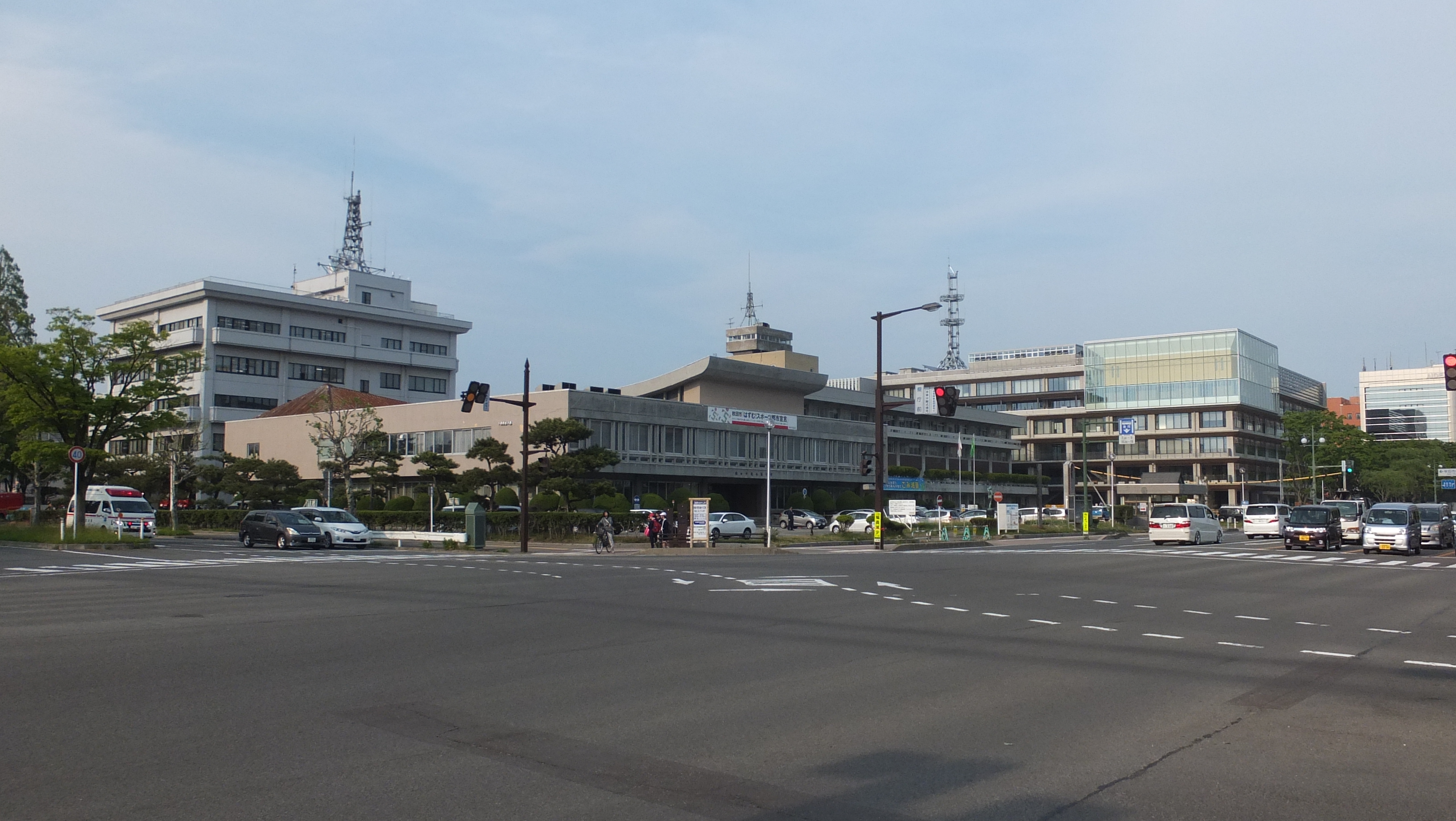
旧本庁舎を含む施設全景（2016年5月）
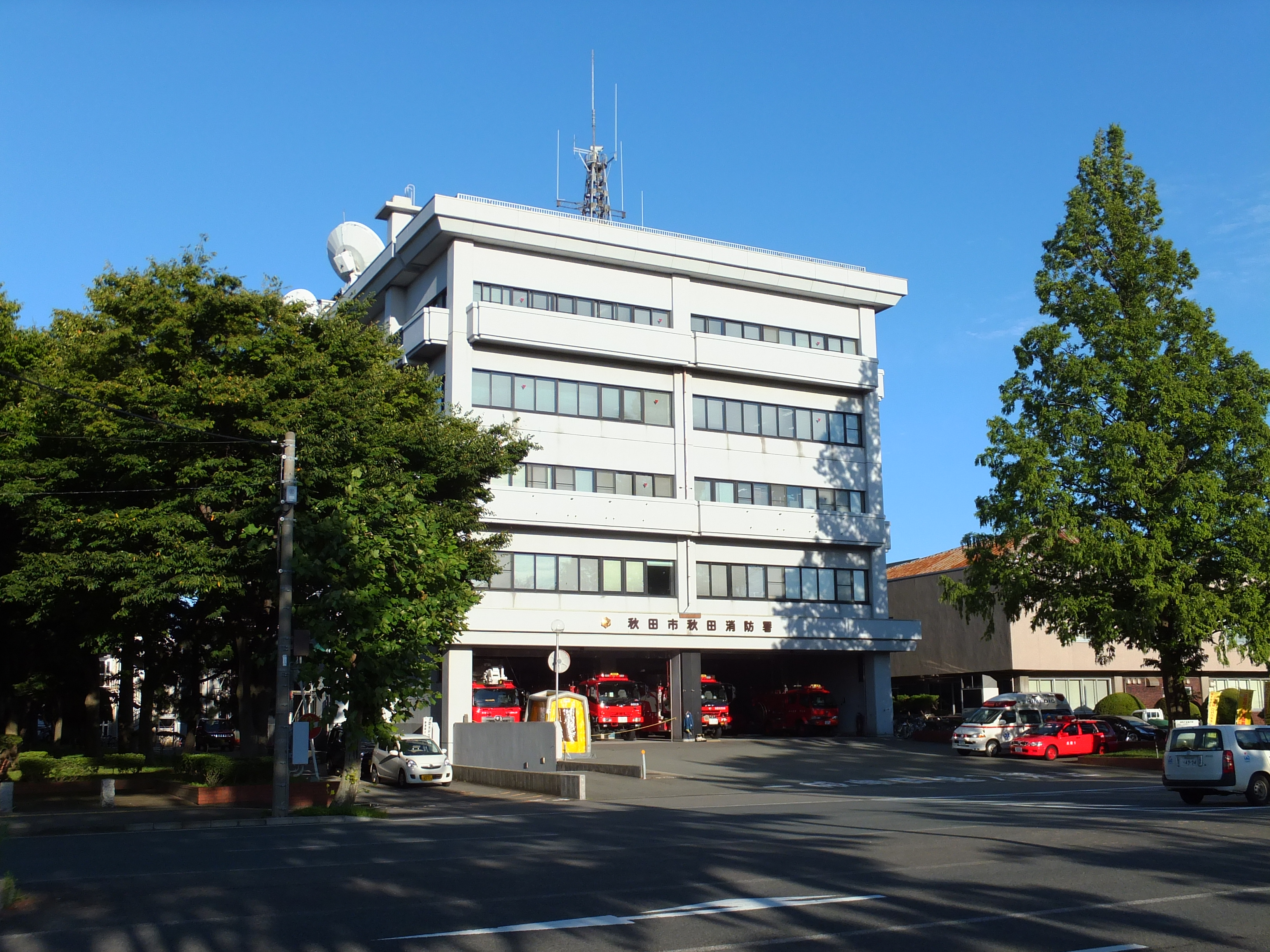
消防庁舎（秋田市消防本部、秋田消防署）
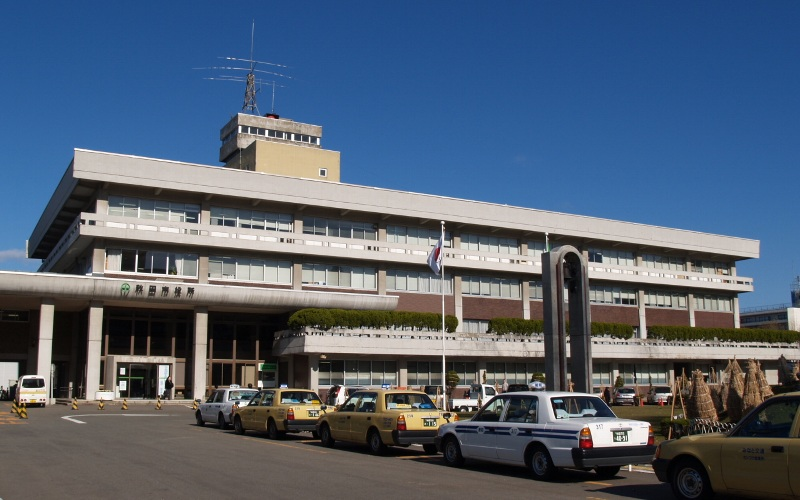
2016年5月まで使用された旧本庁舎（2009年12月）
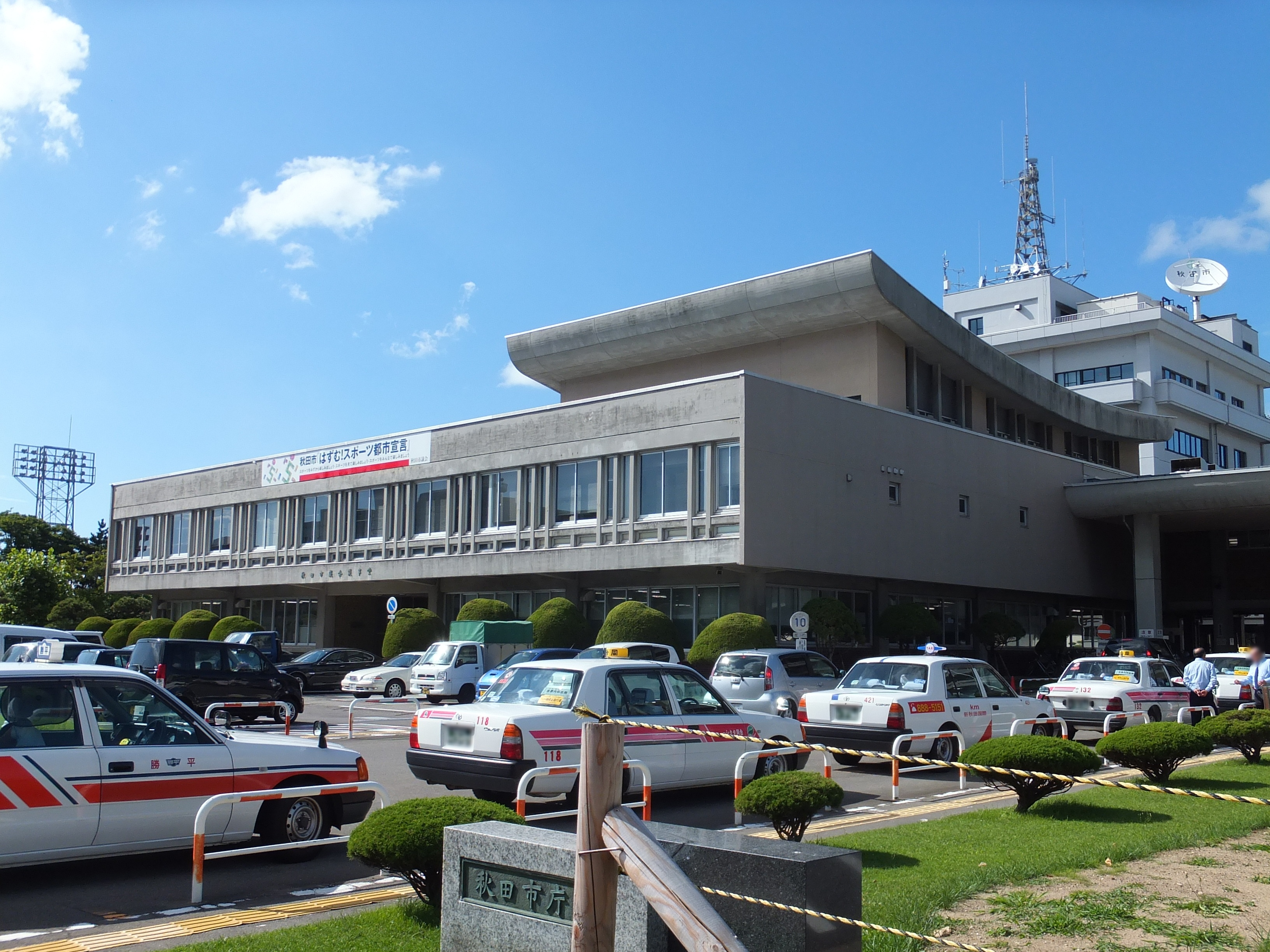
旧本庁舎の議場棟（2013年8月）
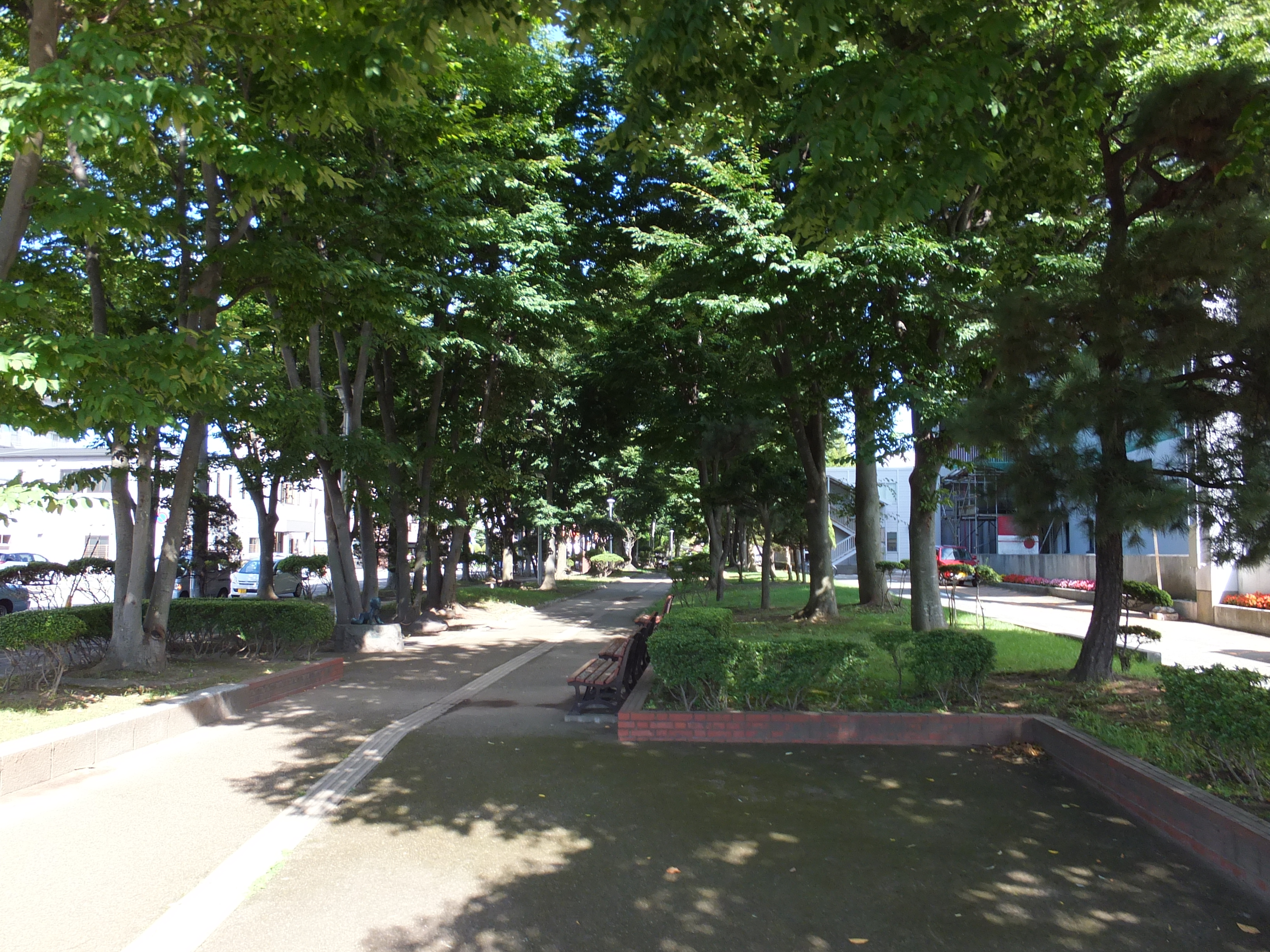
市役所北側の山王官公庁緑地

## 歴史
- 1889年（明治22年）4月1日 - 秋田市制施行。土手長町中丁（現在の中通三丁目、現北都銀行本店所在地）にあった南秋田郡役所を買い取り、初代の市庁舎に定める。正式な開庁は同年7月12日で、1928年（昭和3年）にはこの日を市の記念日として定めている。
- 1905年（明治38年）7月26日 - 失火により市庁舎を焼失。新庁舎建設まで、大町三丁目の家屋を仮庁舎として使用。
- 1909年（明治42年）10月 - 土手長町上町（現在の千秋矢留町の秋田監獄（現・秋田刑務所）跡地に2代目庁舎を建設。11月23日落成式を行う。
- 1958年（昭和33年）3月19日 - 建設省告示により、八橋団地の整備を都市計画決定。のち1963年（昭和38年）6月に都市計画変更され、計画区域が縮小される。
- 1964年（昭和39年）10月 - 3代目市庁舎、議場棟が完成。10月26日に落成式を行い、11月4日から業務を開始した。
- 1965年（昭和40年）
  - 4月1日 - 秋田市中心部で住居表示を実施し、市役所所在地は山王一丁目と定められる[注釈 1]
  - 山王別館が完成。
- 1977年（昭和52年）6月 - 市庁舎分館が完成し、6月13日から業務を開始[3]。
- 1978年（昭和53年）11月 - 川尻に秋田市水道局の新局舎が完成し、本庁舎から機能を移転、12月4日から業務を開始[4]。
- 1980年（昭和55年）
  - 6月6日 - 市役所北側と東側を囲み、県庁東側まで続く緑地帯である山王官公庁緑地が開通[5]。
  - 7月12日 - 市役所本庁舎前に花時計を設置[6]。2012年（平成24年）10月に新庁舎建設のための準備工事で撤去されるまで使用された。
  - 7月13日 - 寺内に秋田市交通局の新局舎が完成し移転[7]。
- 1985年（昭和60年）12月 - 市役所西側に秋田市消防本部（秋田消防署と合同の建物）の新庁舎が完成し、12月16日から業務を開始[8]。
- 1987年（昭和62年）4月1日 - 秋田市保健センターが開所。
- 1990年（平成2年）
  - 2月1日 - 秋田駅ビル内に秋田市市民サービスセンターを開設[9]。
  - 環境部の新庁舎を建設。
- 1993年（平成5年）4月 - 民間ビルを貸借し、教育委員会を移転。
- 1997年（平成9年）4月1日 - 秋田市が中核市に移行し、県から権限・職務の移譲がなされ秋田市保健所開設される。当初は県の秋田保健所を間借りし設置されていた。
- 1999年（平成11年）12月6日 - 八橋南一丁目の保健センター隣に秋田市保健所の新庁舎が完成し、中通二丁目から移転[注釈 2][10]。
- 2001年（平成13年）4月1日 - 秋田市ガス局を廃止し、市の都市ガス事業を東部ガスに移管。
- 2002年（平成14年）
  - 1月 - 本庁舎北側の駐車場に福祉棟が完成し、分館から機能を移転[11]。
  - 9月30日 - 寺内・八橋地区で住居表示を実施し、関連して市の各施設の住所表示が変更される[12]。
- 2004年（平成16年）7月16日 - 秋田拠点センターアルヴェのグランドオープンに伴い、秋田駅にあった市民サービスセンターを駅東サービスセンターとして移転[13]。
- 2005年（平成17年）
  - 1月11日 - 河辺郡河辺町、雄和町を秋田市に編入合併。両町の旧役場をそれぞれ河辺市民センター、雄和市民センターに改組する。
  - 4月1日 - 秋田市水道局を改組し、下水道部と統合の上で秋田市上下水道局が発足する。庁舎は川尻みよし町の旧・水道局庁舎を継続して使用。
- 2006年（平成18年）4月1日 - 秋田市交通局を廃止し、市営バス事業を秋田中央交通に移管。従来の交通局庁舎は市建設部道路維持課の庁舎として使用。
- 2008年（平成20年）3月3日 - 市役所東隣に所在したNHK秋田放送局が秋田市東通（秋田駅東口）に新築移転。跡地は市とNHKが等価交換を実施。駐車場として使用されたのち、新庁舎の建設予定地となる。
- 2009年（平成21年）5月7日 - 秋田市新屋扇町に西部市民サービスセンターを開設。
- 2010年（平成22年）6月 - 前年に行った市庁舎耐震診断の結果を受け、分館を有効に活用しつつ、新庁舎を建設する方針を決定。同年12月には新庁舎建設基本構想素案を取りまとめる。
- 2011年（平成23年）
  - 3月 - 新庁舎建設基本構想を策定。7月には新庁舎の基本設計を委託する業者を決める審査委員会で日本設計・渡辺佐文建築設計・コスモス設計のJVを設計委託業者として選定[14]。
  - 5月16日 - 秋田市土崎港に北部市民サービスセンターを開設。同日河辺、雄和の両市民センターを市民サービスセンターに改組、改称。
- 2012年（平成24年）7月21日 - 中通一丁目再開発事業の完成に伴い、秋田市にぎわい交流館が開所。
- 2013年（平成25年）
  - 1月 - 新庁舎の実施設計が完成。
  - 4月1日 - 秋田公立美術大学開学に伴い、大学の設置者として公立大学法人秋田公立美術大学を設立。
  - 11月15日 - 新庁舎建設工事を入札の結果清水建設・千代田興業・シブヤ建設工業・田村建設JVが落札し、21日には仮契約を交わす（入札の経緯については後述）。
- 2014年（平成26年）
  - 4月1日 - 市立秋田総合病院が地方独立行政法人による運営へと移行[15]。
  - 5月12日 - 秋田市御野場に南部市民サービスセンターを開設。
- 2015年（平成27年）8月24日 - 秋田市広面に東部市民サービスセンターを開設。
- 2016年（平成28年）5月6日 -  4代目となる市役所本庁舎（秋田市庁舎）が完成し、新庁舎での執務を開始した。また同日に庁舎内2階と3階に設置した中央市民サービスセンターも開所している。なお、3階以上のフロアに入る部局は先行して5月2日より新庁舎での業務を開始しており、中央市民サービスセンターもこの日から使用受付を開始している。あわせて庁舎内各部局のダイヤルイン番号も変更された[16]。

## 庁舎
2016年5月6日時点の秋田市庁舎内の配置である。秋田市庁舎の開庁にともない、民間ビルの賃貸も含めそれまで市内各所に分散していた市役所機能が新庁舎である秋田市庁舎にほぼ集約された。

### 市庁舎

#### 所在地
- 〒010-8560
- 住所：秋田県秋田市山王一丁目1-1

#### 施設配置
| 階 | 概 要 |
| -- | --- |
| 6F | 選挙管理委員会 監査委員事務局 |
| 5F | 情報統計課、番号制度推進室、議会事務局、農業委員会事務局、教育委員会 |
| 4F | 総務課、秘書課、文書法制課、人事課、契約課、財産管理活用課、工事検査室、新庁舎建設室、企画調整課、財政課、広報広聴課、情報統計課、男女共生・女性会議推進室、建設総務課、道路建設課、公園課、建築課、都市総務課、都市計画課、交通政策課、建築指導課、住宅整備課、会計課 |
| 3F | 防災安全対策課、観光振興課、文化振興課、スポーツ振興課、中央市民サービスセンター、環境総務課、環境都市推進課、環境保全課、廃棄物対策課、産業企画課、商工貿易振興課、企業立地雇用課、農業農村振興課、農地森林整備課、道路維持課                                         |
| 2F | 市民税課、資産税課、納税課、特別滞納整理課、中央市民サービスセンター、福祉総務課、長寿福祉課、介護保険課、監査指導室、子ども総務課、子ども育成課、施設指導室 |
| 1F | 市民課、国保年金課、生活総務課、特定健診課、後期高齢医療課、市民相談センター、福祉総務課、障がい福祉課、保護第一課・第二課、秋田銀行秋田市役所支店、ローソン 秋田市役所、ATMコーナー(秋田銀行、北都銀行、秋田信用金庫、東北労働金庫)                                   |

### 消防庁舎
住所は市庁舎と同じく山王一丁目1-1である。
- 消防本部、防災安全対策課、消防本部指令課、公共施設監査保全室、情報統計課
- 秋田消防署（消防庁舎改築のため、一時的に仮設庁舎に移設予定）

### 分館

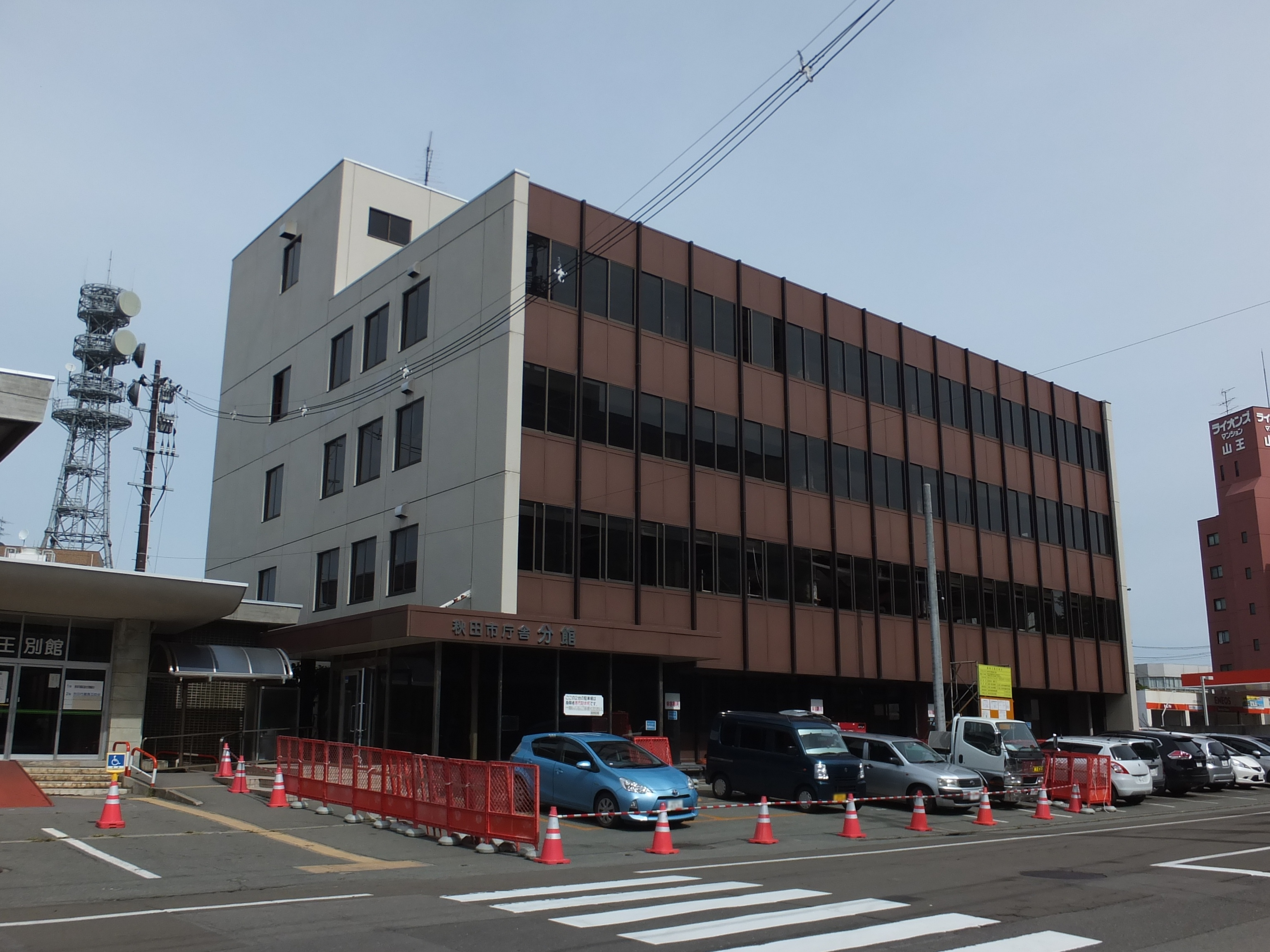
秋田市庁舎分館

1977年（昭和52年）竣工。2016年度に耐震改修工事が行われた。
- 所在地 - 秋田市山王一丁目2-34

| 階 | 概 要                                                    |
| -- | -------------------------------------------------------- |
| 4F |                                                          |
| 3F |                                                          |
| 2F | 情報統計課調査統計担当                                   |
| 1F | 文書法制課文書・歴史資料担当閲覧室、行政資料閲覧コーナー |

### 職員研修棟
- 所在地 - 秋田市山王一丁目3-25
- 業務内容 - 人事課自治研修センター

## 主要施設
- 中央市民サービスセンター（愛称：センタース） - 秋田市庁舎2階および3階の各一部
- 西部市民サービスセンター（愛称：ウエスター） - 秋田市新屋扇町13-34
- 北部市民サービスセンター（愛称：キタスカ） - 秋田市土崎港西五丁目3-1
- 南部市民サービスセンター（愛称：なんぴあ） - 秋田市御野場一丁目5-1
  - 別館 （愛称：なんぴあ別館） - 秋田市牛島東六丁目4-5
- 東部市民サービスセンター（愛称：いーぱる） - 秋田市広面字釣瓶町13-3
- 河辺市民サービスセンター（愛称：カワベリア） - 秋田市河辺和田字北條ケ崎38-2
  - 岩見三内連絡所 - 秋田市河辺三内字外川原34-1
- 雄和市民サービスセンター（愛称：ユービス） - 秋田市雄和妙法字上大部48-1
  - 大正寺連絡所 - 秋田市雄和新波字樋口62-2
- 駅東サービスセンター（愛称：エキトー） - 秋田市東通仲町4-1 秋田拠点センターアルヴェ1F
- 秋田市上下水道局（公営企業） - 秋田市川尻みよし町14-8
- 秋田市保健所 - 秋田市八橋南一丁目8-3
- 秋田市保健センター - 秋田市八橋南一丁目8-6
- 市立秋田総合病院（地方独立行政法人市立秋田総合病院による運営） - 秋田市川元松丘町4-30

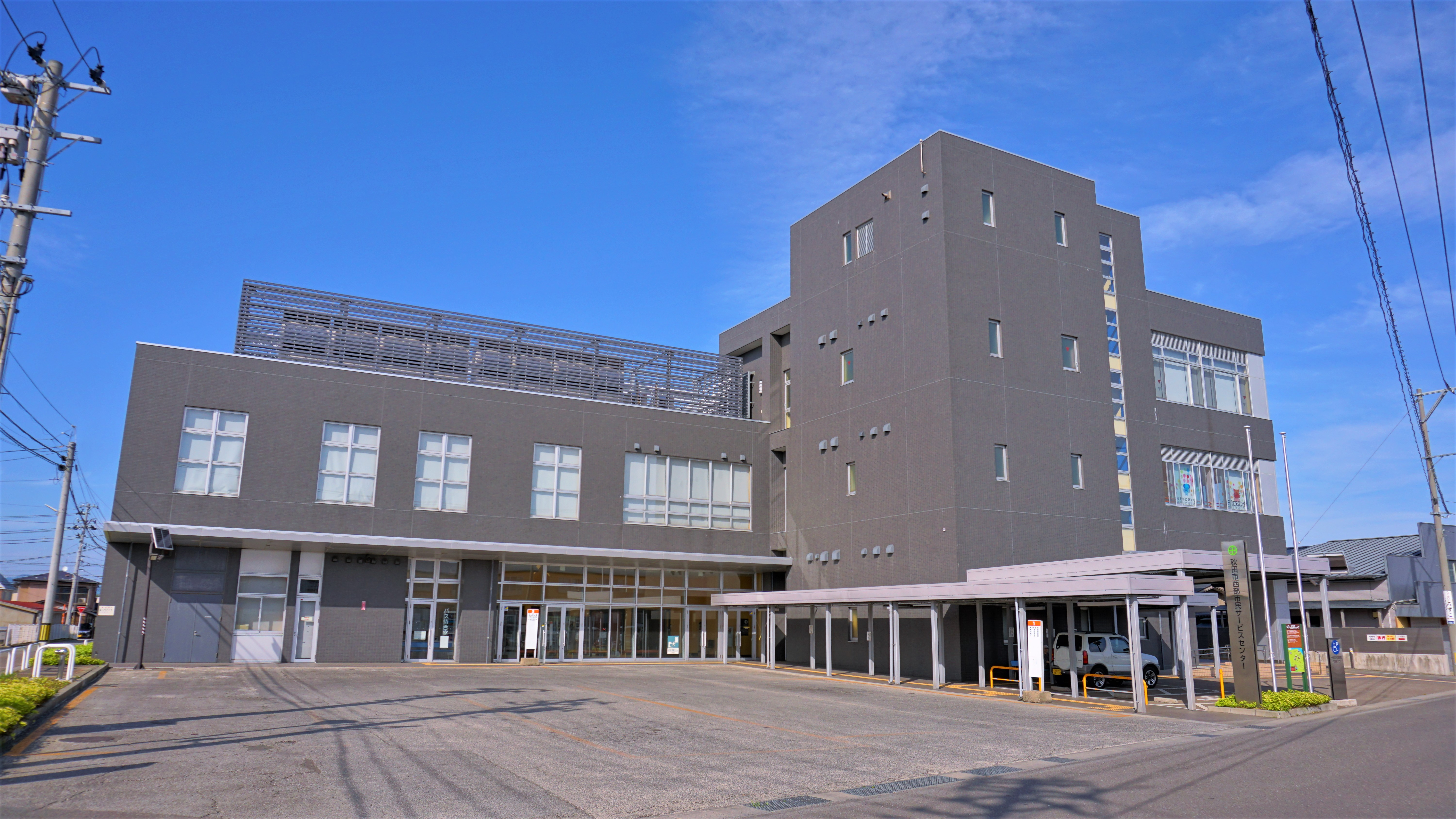
西部市民サービスセンター「ウエスター」
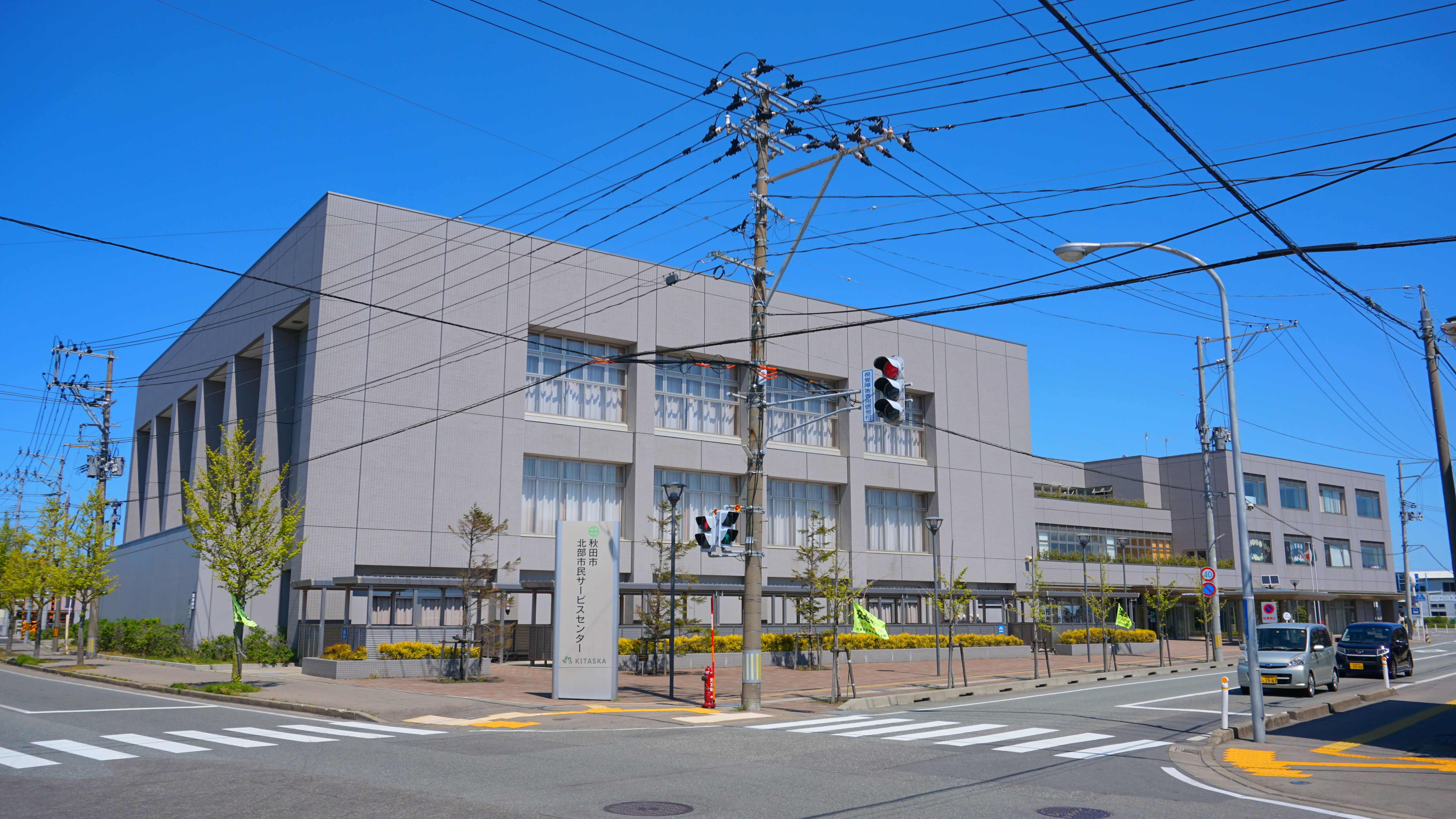
北部市民サービスセンター「キタスカ」
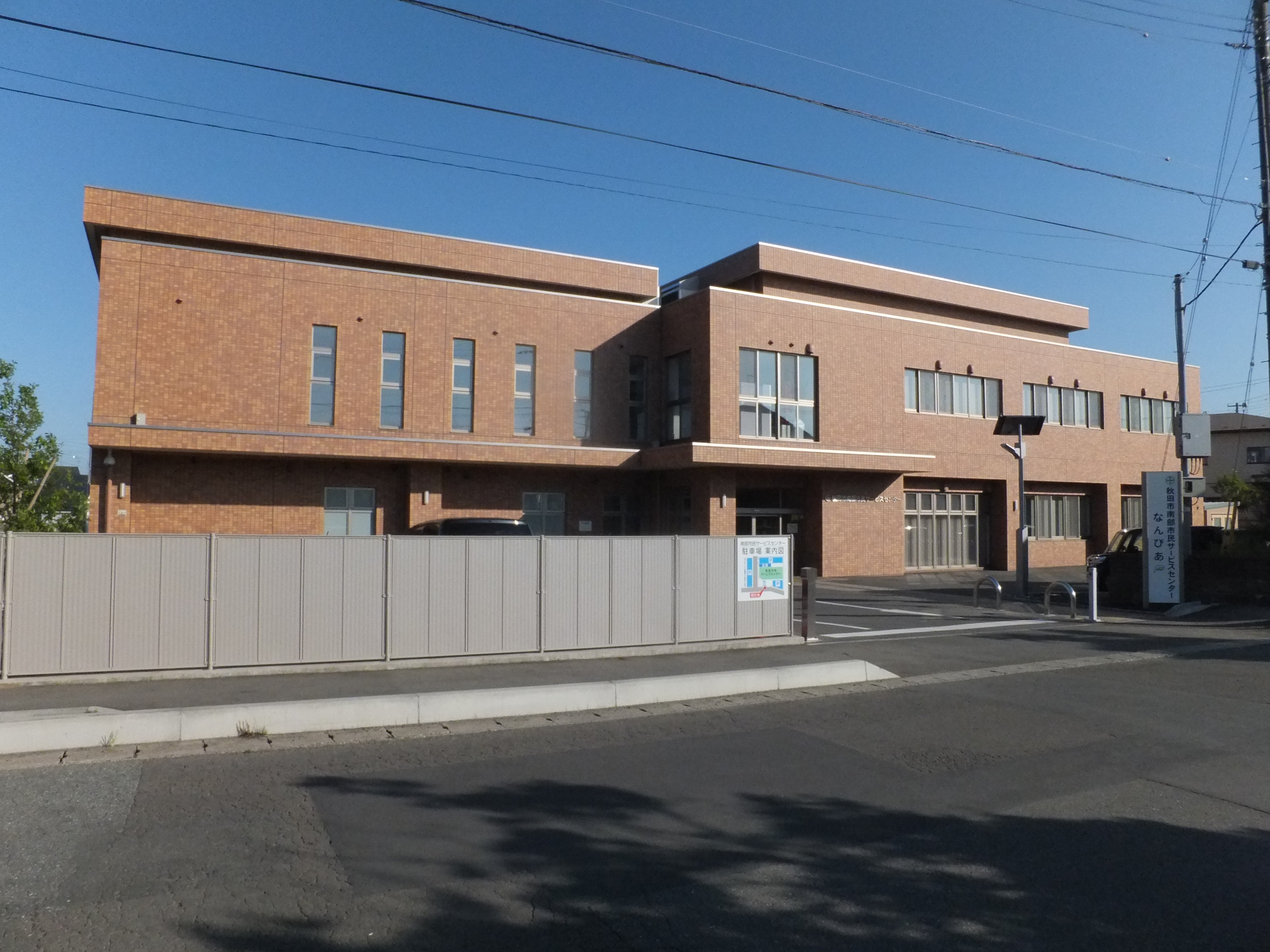
南部市民サービスセンター「なんぴあ」
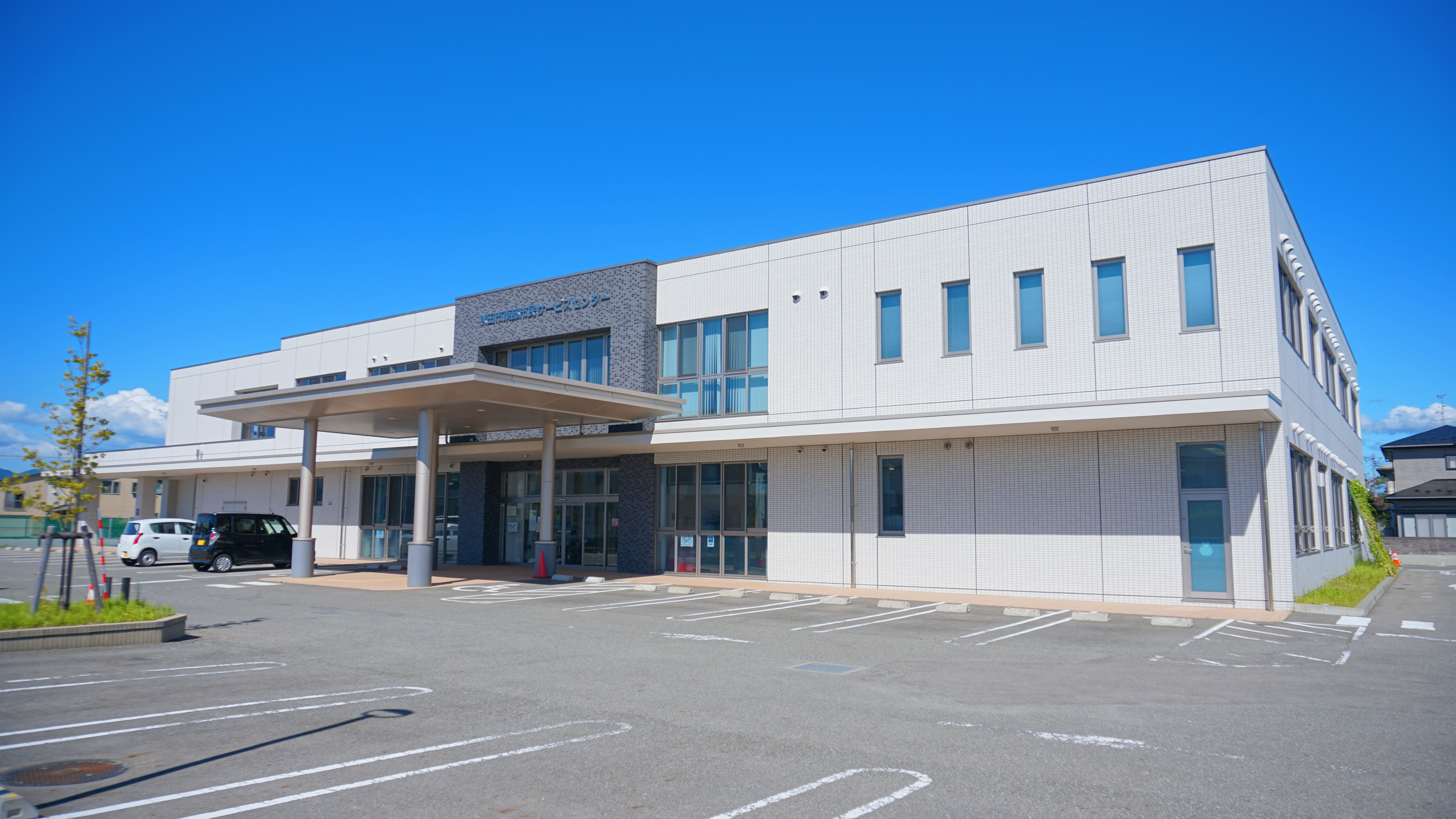
東部市民サービスセンター「いーぱる」
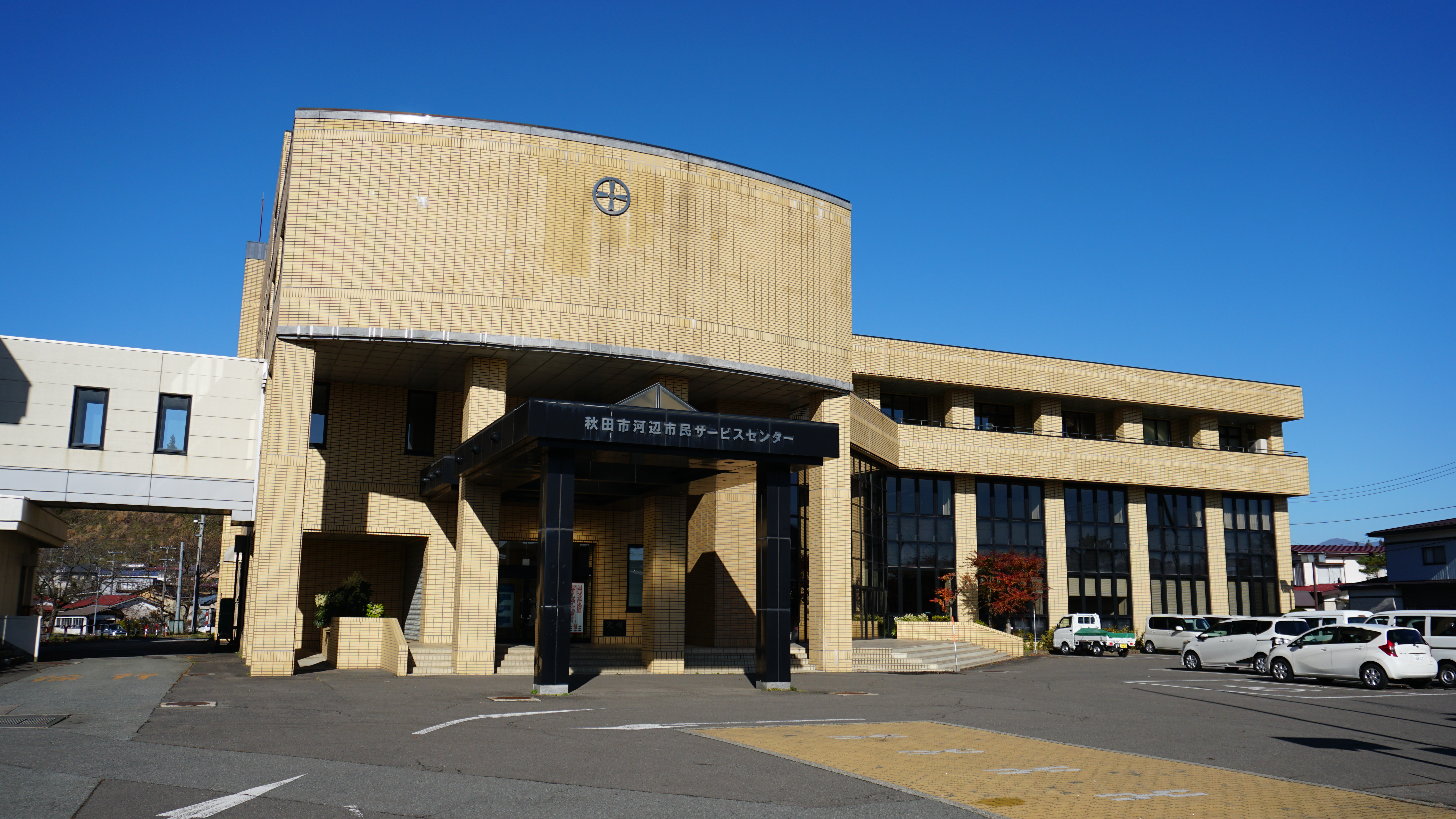
河辺市民サービスセンター「カワベリア」
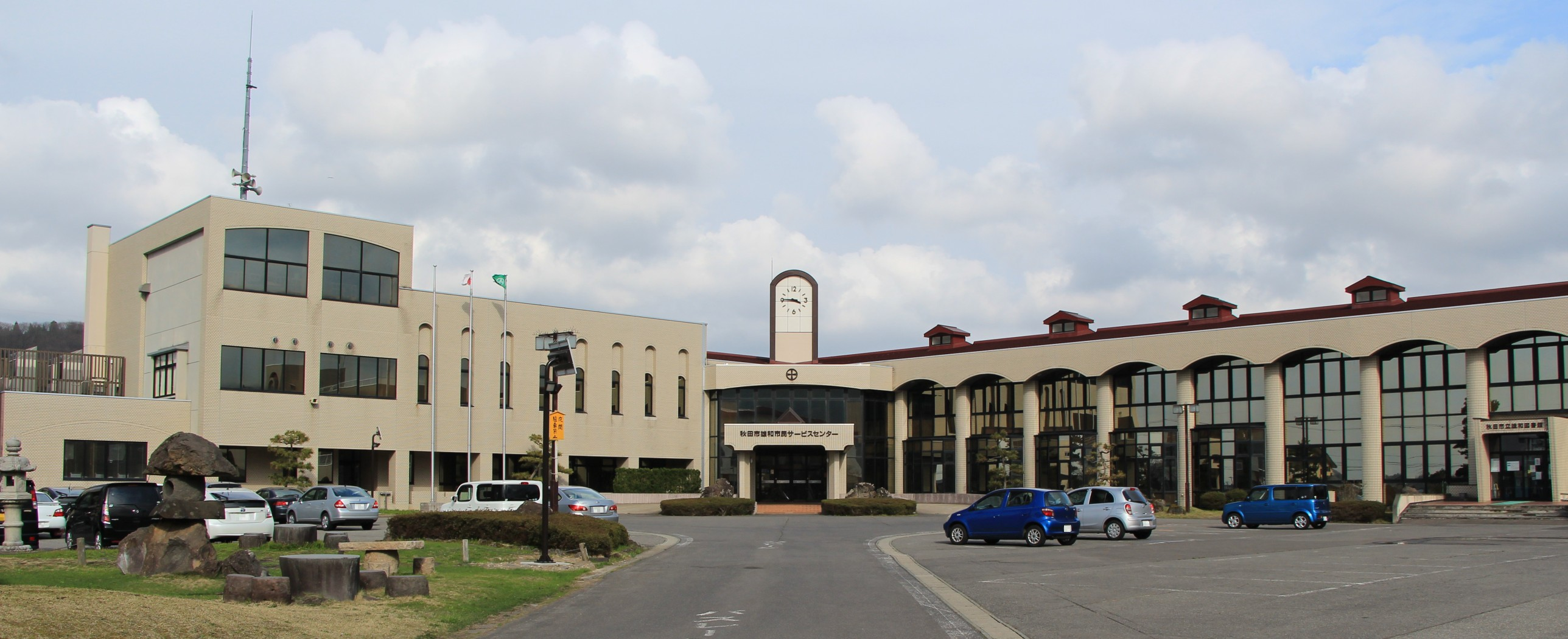
雄和市民サービスセンター「ユービス」
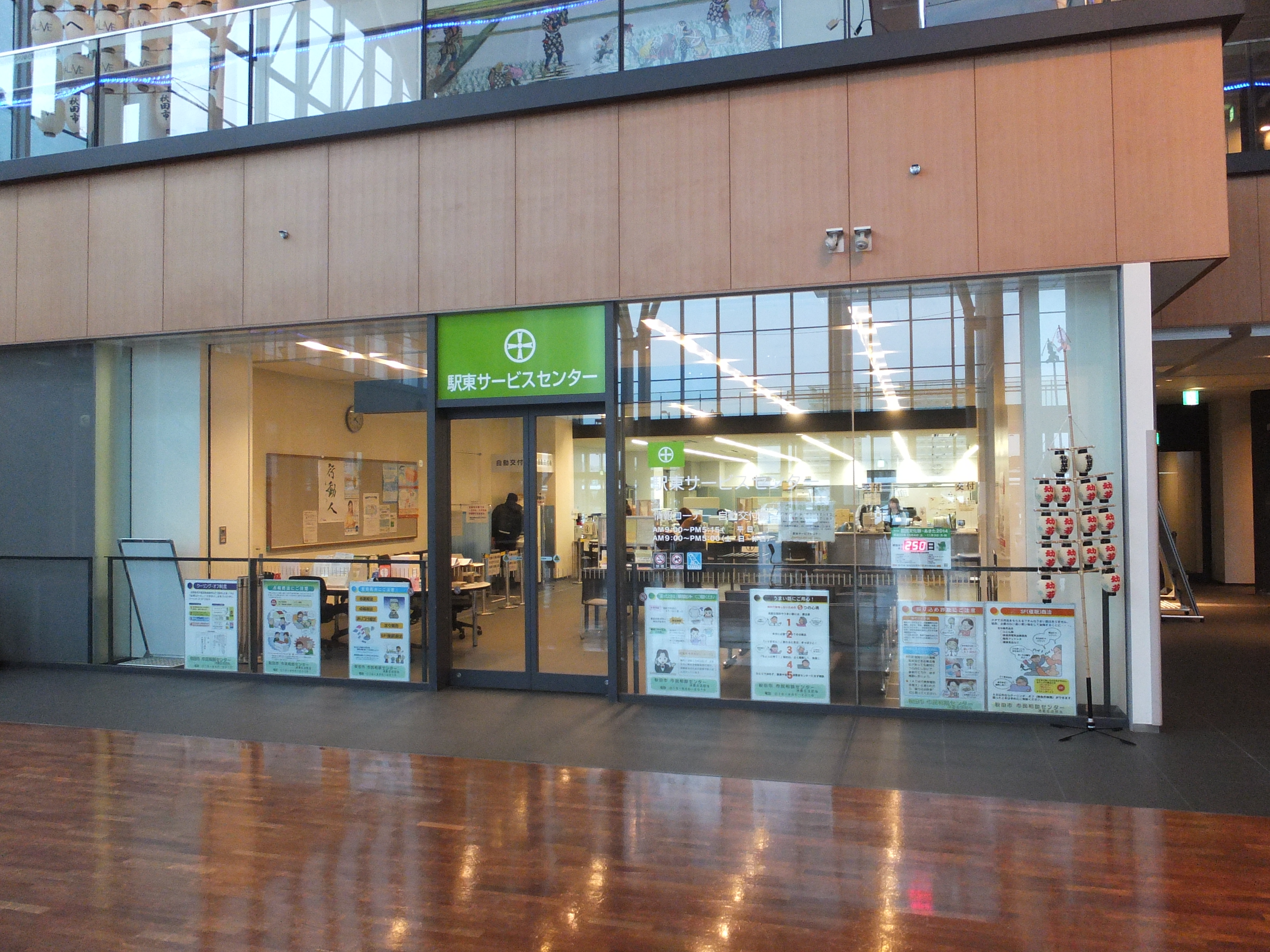
駅東サービスセンター

市民サービスセンター（しみんサービスセンター）は市役所支所機能と公民館機能、子育て支援機能等を兼ね備えた複合公共施設であり、市の「都市内地域分権」構想に基づき、市内7地区（中央・東部・西部・南部・北部・河辺・雄和）への整備を進めてきたものである。2009年（平成21年）の西部市民サービスセンターを皮切りに、2015年（平成27年）までに西部・北部・南部・東部に新設、河辺・雄和は従前の市民センターを改修および隣接施設との一本化の上で市民サービスセンターに改組・改称し、市内6地区に順次整備された。最後に残された中央地区の市民サービスセンターは市庁舎内2階および3階の各一部に設置され、市役所新庁舎の開庁とともに開所した（後述）。また、老朽化した公民館の代替として市民サービスセンターが建設されていることから、これまでに西部・土崎・東部・中央の各公民館が廃止されている。南部公民館（秋田市牛島東）は、南部市民サービスセンターの別棟扱いとされたため当面存続とされたが、2016年内に廃止され、2018年7月、跡地に南部市民サービスセンター別館が開館した。北部公民館（秋田市下新城中野）については、2018年4月1日付けで、秋田市下新城交流センターに転換（棟続きの施設である北部農業者総合研修センターは、同じく転換され、同交流センターの体育館という扱いにされた）され、生涯学習の機能は北部SCに移管された。これにより、秋田市内から「公民館」は姿を消すことになった。
東部SCは駅東サービスセンターが東部管轄域にあるため、中央SCは市庁舎本体内に開設されるため、他の市民サービスセンターとは異なり、住民票の写しの交付等の取扱や届出等の手続きをセンターの業務としては行わない。南部SC別館もこの業務は行っていない。
なお、西部・北部の市民サービスセンターに併設された秋田中央交通のバスターミナル名は、「市民」の文字が省略され、「○○サービスセンター」（方向幕は、「○○SC」と省略されている場合がある）という名称である。

## 新庁舎建設計画
1964年（昭和39年）に完成した旧本庁舎は、建設から半世紀近くが経過し老朽化が激しいことから、佐竹敬久市長時代に全面改築が検討されていたものの、一身上の都合により辞職したため着手を前に先送りされる形となり、後継の市長を選ぶ2009年（平成21年）の市長選挙では、建設の見直しや移転新築・従前の庁舎の改修などが争点となっており、隣接するNHK秋田放送会館跡地を利用することを含めた現地建替えについてはどの候補者も否定的であった。
しかし、2009年（平成21年）に行われた耐震診断調査で、当時の本庁舎を含む周辺の5庁舎（1985年（昭和60年）建設の消防庁舎は調査の対象外）いずれもが耐震の指数を下回っていたため、佐竹の後任となった穂積志市長が、移転・建て替え・耐震補強等、費用面やその他効果などの算出を関連する業者等にさせたところ、大規模改修では約60億円の経費がかかることが判明した。費用対効果から、2010年6月に新庁舎の建設が決定した。建設にあたっては、中央地区の市民サービスセンターを併設（2,3階）するほか、現庁舎北側にある分館も活用するものとした。新庁舎は、現庁舎東隣のNHK秋田放送会館跡地（市役所駐車場として使用）への建設が計画され、2013年度に着工し、2015年度に竣工および分館改修、2016年度に旧庁舎解体および外構整備を行う計画とした。
建物本体は鉄筋コンクリート造地上7階、地下1階建て、延床面積約30,980m2規模を予定し、旧本庁舎では議場棟が分かれていたのに対し、新庁舎では市庁舎5階南西角に議場を配置した。環境配慮型ビルとして再生可能エネルギーの活用が重視され、建物中央には1階から6階まで貫通する吹き抜けが配され、トップライトからの自然採光と、吹き抜けを利用した自然換気により、光熱費の低減を狙っている。また、建物正面が西を向くことから、西日による自然光採用、太陽光パネルの設置、雨水再使用による節水なども行われる。新庁舎では災害対策拠点としての性格も重視され、免震構造を採用、また津波や河川の氾濫といった大規模浸水に備え、盛土により建物1階を周囲より約1.8m、現庁舎より約0.7m高く設定。3階に災害対策本部設置を準備し、機械室、非常用発電設備等も3階以上に配置することで、大津波への対応と、災害時の自立した電源供給を可能とする。中央市民サービスセンターの諸室は、災害時の対応スペースとしての機能も担う。新庁舎建設後、旧庁舎は解体されるが、跡地は駐車場として整備され、旧本庁舎1階部分は「市民の広場」とされる。旧本庁舎地下1階部分は公用車用の駐車場として整備される予定だったが、これは建設費の縮減のために中止された。また、新庁舎完成後は分館を書庫などに改修、市の将来人口減少とそれに伴う職員数削減に合わせ、将来的に分館等を廃止し新庁舎に集約していくことで、トータルコストの削減を図っている。
事業費については、東日本大震災後の全国的な建設資材価格の高騰、人件費の上昇の流れを受け、2013年（平成25年）は2度の入札が不調に終わり、3度目の入札でようやく清水建設JVが落札したものの、当初見込みを大幅に上回る結果となった。当初計画では、予定価格95億9,900万円で、地元企業を代表者とした電気、管の各工種1社を含む3社以上のJVに限るとの条件付で公募型指名競争入札を実施予定だったものの、予定価格と見積もりが見合わないとして6月25日の期限までに参加申し込みが無く、26日入札を中止することとなった。市では資材単価や人件費を再算定して予定価格を105億4,400万円に増額し、入札参加要件を緩和して市外企業が代表者となるJV（ただし市内企業も含むものとする条件付）にも参加を認めた上で7月29日に再公告したものの、なおも予定価格と企業側との見積もりとの間に大きな開きがあり、8月20日の期限までに参加申し込みが無く、21日に異例の入札再中止となった。市では更に再精査した上で、一部仕様の変更などでコストを縮減し、さらに入札への単独企業の参加を認めるなど参加要件を緩和して3度目の公告を行った結果、11月15日複数企業が入札に参加、清水建設JVが115億9,000万円（税抜，予定価格は116億0,488万円であり、落札率99.9％）で落札することとなった。11月21日には契約額125億1,720万円（税込）で同JVと仮契約を交わしている。しかし、2度の入札の不調から3度目の入札が行われるまでの間に安倍政権による消費税の増税（5％→8％）が決まっており、契約が増税実施の半年前までに間に合わず、消費税率8％適用となった事で、事業費をさらに約3億7千万円増額することとなってしまった。総事業費は約135億7,000万円に上る見通しである。
こうした経緯を経て、2016年5月6日より、現在の秋田市庁舎が業務を開始した。

## 中央市民サービスセンター
中央地区の市民サービスセンターで、愛称は公募により決定された「センタース」。市役所新庁舎の建設に合わせて計画され、秋田市庁舎2,3階部分に設置された。これにともない、開所に先立つ4月22日に秋田市文化会館内に設置されていた秋田市中央公民館が使用を停止している。また、中央市民サービスセンターでは、秋田市庁舎内に設置されていることもあり、市役所の支所機能や体育館としての機能を有していない。

### 施設配置
秋田市庁舎2階から3階にかけて、市民サービスセンター諸室が分散して配置されている。
2階
- サービスセンター事務室、子育て交流ひろば、洋室

3階
- 多目的ホール、洋室、和室、調理室、陶芸工作室、音楽室

中央市民サービスセンターの直接の前身である秋田市中央公民館は、2016年（平成28年）4月22日まで、女性学習センター・勤労青少年ホームとの合同施設である「サンパル秋田」として、秋田市文化会館に設置されていた。秋田市中央公民館の淵源は、1957年（昭和32年）に千秋公園北側にあった佐竹家別邸を買い上げて秋田市公民館としたことに始まる。この初代の秋田市公民館は、和式建築の邸宅をそのまま使用したものであるため公民館結婚式などの催しには適していたものの、手狭で市民の文化活動に適応した施設ではなかった。このため増改築を求める要望が市民から寄せられており、1965年（昭和40年）10月、市役所から近い八橋運動公園内に公民館を移転し、勤労青少年ホームなどと併設する形で、新たに「秋田市市民会館」として開所した。この市民会館も、その後のさらなる催し物の増加によって既存の施設では対応が限界に達し、近隣の山王地区に新たに秋田市文化会館を建設、旧来の市民会館は「秋田市中央公民館」として改編され、機能の分担が図られた。その後中央公民館は2003年（平成15年）11月、核テナントであったダイエーが閉店した後の秋田ニューシティ内に移転、女性学習センターおよび青少年センターと合わせた施設として、新たに「サンパル秋田」の愛称が付された。その後2010年（平成22年）には秋田ニューシティの閉館を機に秋田市文化会館内に三たび移転。2016年（平成28年）、秋田市庁舎の竣工にともない、さらに移転して中央市民サービスセンターとなり、中央公民館は廃止された。

## 交通アクセス
「県庁市役所前」バス停下車すぐ。

## 周辺施設
市役所周辺は八橋官公庁団地として都市計画決定され、官庁街となっている。このうちけやき通り西側の1号地は秋田地方裁判所、秋田法務合同庁舎等の国の施設が、東側の2号地には秋田県庁舎、秋田県議会、秋田県警察本部等の県の施設が、山王大通りを挟んで北側の3号地には秋田市役所等の市の施設が整備されている。八橋団地の外縁にあたる市役所北側および東側は緑道として山王官公庁緑地が整備されているほか、市役所西側はけやき通りを挟んで八橋運動公園となっている。
- 八橋団地2号地（山王四丁目の一部）
  - 秋田県庁舎
    - 本館
    - 議会棟
    - 秋田地方総合庁舎

  - 秋田県警察本部
- 八橋団地1号地（山王七丁目の一部）
  - 仙台高等裁判所秋田支部・秋田地方裁判所・秋田家庭裁判所・秋田簡易裁判所 - 令和3年現在、新築のため、仮設にて同一の建物に入る。
  - 法務合同庁舎 - 仙台高等検察庁秋田支部・秋田地方検察庁・秋田区検察庁が入る。
  - 秋田合同庁舎 - 仙台法務局秋田地方法務局、秋田労働局が入る。
  - 秋田第2合同庁舎 - 東北財務局秋田財務事務所、厚生労働省秋田労働基準監督署、同秋田労働局雇用均等室、気象庁秋田地方気象台が入る。
  - 東北農政局秋田農政事務所
- 秋田市文化会館
- 八橋運動公園
  - 秋田市八橋運動公園球技場（あきぎんスタジアム）
  - 第2球技場（スペースプロジェクト・ドリームフィールド）
- 日吉八幡神社
- 秋田テレビ本社
- 東北地方整備局秋田河川国道事務所